# Dahlem-Dorf (stanice metra v Berlíně)
Dahlem-Dorf je stanice berlínského metra na lince U3, která dříve probíhala málo osídlenými čtvrtěmi. Stanice zcela vybočuje z běžné architektury berlínských stanic metra a dodnes dělá dojem jakési venkovské salaše nežli stanice velkoměstského metra (německy Dorf znamená vesnice). Přesto zde od prosince 2003 existuje moderní výtah pro tělesně postižené osoby.